# Chetlat Island
Chetlat Island är en ö i Indien.   Den ligger i delstaten Lakshadweep, i den sydvästra delen av landet, 1 900 km söder om huvudstaden New Delhi. Arean är 1,1 kvadratkilometer.
Terrängen på Chetlat Island är mycket platt. Öns högsta punkt är 16 meter över havet. Den sträcker sig 2,7 kilometer i nord-sydlig riktning, och 1,4 kilometer i öst-västlig riktning.